# Edyta Witkowska
Edyta Witkowska (née le 24 juillet 1979 à Przysucha) est une lutteuse libre polonaise.

## Palmarès en lutte

### Championnats du monde
- Médaille de bronze en catégorie des moins de 72 kg aux Championnats du monde de lutte 2002 à Chalcis, (Grèce)
- Médaille d'or en catégorie des moins de 75 kg aux Championnats du monde de lutte 2001 à Sofia, (Bulgarie)
- Médaille d'argent en catégorie des moins de 75 kg aux Championnats du monde de lutte 2000 à Sofia, (Bulgarie)
- Médaille de bronze en catégorie des moins de 75 kg aux Championnats du monde de lutte 1998 à Poznań, (Pologne)

### Championnats d'Europe
- Médaille d'or en catégorie des moins de 75 kg aux Championnats d'Europe de lutte 2001 à Budapest, (Hongrie)
- Médaille d'argent en catégorie des moins de 75 kg aux Championnats d'Europe de lutte 2000 à Budapest, (Hongrie)

## Palmarès en sumo

### Jeux mondiaux
- Médaille de bronze en sumo, catégorie Open aux Jeux mondiaux de 2009 à Kaohsiung (Taïwan)
- Médaille d'argent en sumo, catégorie Open aux Jeux mondiaux de 2005 à Duisbourg (Allemagne)
- Médaille de bronze en sumo, catégorie des plus de 80 kg aux Jeux mondiaux de 2005 à Duisbourg (Allemagne)